# شاهنامه لندن
شاهنامهٔ لندن یکی از نسخه‌های دست‌نویس کتاب شاهنامهٔ ابوالقاسم فردوسی است. تاریخ دقیق کتابت این نسخه مشخص نیست و مورد اختلاف است، اما به سال ۶۷۵ قمری (۱۲۷۶ میلادی) منسوب شده‌است. شاهنامهٔ لندن نقشی پایه‌ای در تصحیح شاهنامه داشته‌است.
تعداد برگه‌های شاهنامهٔ نسخهٔ لندن بدون احتساب برگه‌های بدرقه ۲۹۷ برگ است. پس از دستنویس فلورانس کهنترین دستنویس موجود شاهنامه این دستنویس می باشد و چون این دستنویس برخلاف دستنویس فلورانس که تنها نیمی از شاهنامه را در بر دارد، دستنویسی کامل است.کتاب هیچ تذهیب و تزئیناتی ندارد و متن در جدول ساده‌ای نوشته شده که از دو خط موازی تشکیل شده‌است. تعداد ابیات این نسخه بدون احتساب ابیاتی که در حاشیهٔ صفحات یا میان سطرها نوشته شده، ۴۹۶۱۸ بیت است. لازم است ذکر شود در کتابخانهٔ انگلستان نسخهٔ دستنویس دیگری نیز از شاهنامه وجود دارد که به سال ۸۴۱ هجری قمری منسوب است و نباید این دو نسخه را با یکدیگر اشتباه گرفت.

## ویژگی‌های فیزیکی نسخهٔ دست‌نویس
اندازهٔ کاغذهایی که این نسخه بر روی آن نوشته شده‌است، ۳۵ در ۲۷ سانتی‌متر است. به گفتهٔ محمد عیسی ویلی سرپرست نسخ خطّی فارسی کتابخانهٔ انگلستان، طول اوراق سابقاً به مراتب بزرگتر از اندازهٔ کنونی بوده‌است. اندازهٔ متنی که بر روی کاغذها نوشته شده، ۲۹ الی ۲۹٫۵ سانتی‌متر در ۲۱ سانتی‌متر است. اما در صفحات مختلف طول نوشته‌ها متفاوت است و به‌طور متوسط در حدود ۲۸ سانتی‌متر است.
متن کتاب در شش ستون نوشته شده و فاصلهٔ بین ستون‌های آن یکسان است. کاغذ شاهنامهٔ نسخهٔ لندن به رنگ زرد مایل به سفید بوده، ضخامت متوسط دارد و کیفیت خوبی دارد. این احتمال وجود دارد که به این کاغذ آهار زده شده‌باشد. بر حاشیهٔ فوقانی نسخه و در برخی مواضع متن آن لکه‌های رطوبت وجود دارد، اما این لکه‌ها موجب ناخوانا شدن متن نسخه نشده‌است.

## مرمت نسخه
بسیاری از اوراق این دستنویس مورد مرمّت قرار گرفته‌اند. به منظور مرمت، بر حاشیهٔ چند ورق، مثلاً برگ‌های ۲۹۵ و ۲۹۶ نوارهای بزرگ کاغذ چسبانده شده که شماره‌گذاری اصلی نسخه را پنهان کرده‌است. همچنین واضح است که برگه‌های ۵ تا ۷ و نیز برگهٔ ۲۹۷ نسخه نیز که به خطّ نستعلیق متوسطی نوشته شده‌اند، در زمانی بسیار بعد از کتابت آن به دستنویس افزوده شده‌اند. نسخهٔ دست‌نویس شاهنامهٔ لندن در گذشته و احتمالاً در قرن نوزدهم با دوختی به سبک اروپایی ترمیم شده‌است و به همین دلیل نمی‌توان ویژگی‌های اولیهٔ ان را بازسازی کرد و حدس زد. شاهنامهٔ لندن مکرراً صحافی شده، چرا که هم قطع کنونی آن از قطع اصلی و قدیمی آن کوچکتر است و هم اینکه در بسیاری از مواضع رکابه‌ها و ابیاتی که در حواشی صفحات نوشته شده بوده (مثلاً برگه‌های ۱۳ر، ۱۵پ، ۴۹ر، ۶۰ر، ۷۸ر، و غیره) قطع شداند که به دلیل صحافی مجدد بوده‌است.

## ورق‌های نونویس
فهرست پادشاهان ایران در برگهٔ ۲ رو دیباچهٔ آن شامل برگه‌های ۲پ تا ۴ر، به خط دیگری نوشته شده‌است؛ و احتمال دارد که این برگه‌ها حاوی اطلاعاتی دربارهٔ صاحب اصلی نسخه، یا جزئیات مربوط به تملک آن در زمان دست به دست شدنش بوده باشند، که هم‌اکنون از دستنویس حذف گردیده‌اند.
برگ‌های ۵ تا ۷ که از آغاز شاهنامه تا بیت ۳۸ از پادشاهی جمشید را شامل می‌شوند، و اوراق ۵۰ تا ۵۳ که از بیت ۱۲۸۹ داستان رستم و سهراب تا بیت ۶۸۰ داستان سیاوخش را در بر می‌گیرند و برگ ۲۹۷ (یعنی از بیت ۸۷۹ پادشاهی یزدگرد سوم تا آخر شاهنامه) جدید هستند و به صورت واضح زمانی پس از اتمام کتابت نسخه به آن افزوده شده‌اند. جدول این برگه‌ها به دقت برگه‌های قدیمی‌تر نسخه نیست و سرسری کشیده شده‌است. متن این برگه‌ها به خط نستعلیق خوانا اما بد نوشته شده‌است. جلال خالقی مطلق احتمال داده که خط صفحات نونویس متن با خطی که مقدمه بدان نوشته شده فرق داشته باشد. مهم‌ترین برگ نونویس شاهنامهٔ لندن برگ ۲۹۷ر است که تاریخ ۶۷۵ هجری قمری فقط در آن برگ آمده‌است.

## منشأ نسخه
بر روی برگ بدرقهٔ پیشین نسخه، یادداشتی وجود دارد که احتمالاً توسط کشیشی به نام «هـ. اشترن‌شوس» نوشته شده و در آن گفته شده که «... این دست‌نویس را یکی از پارسیان از یزد آورده …» و همچنین اضافه شده که «... این شاهنامه تصویر ندارد …».
در رابطه با تاریخ کتابت شاهنامهٔ نسخهٔ لندن اطمینانی وجود ندارد. اما احتمال داده شده مربوط به سال ۶۷۵ هجری قمری (۱۲۷۶ میلادی) باشد. مسئله اینجاست که تاریخ ۶۷۵ قمری فقط بر روی برگهٔ ۲۹۷ر نوشته شده که از جملهٔ برگه‌های نونویس نسخه است و واضح است که بعداً به نسخه افزوده شده‌است.
عبارتی بر روی ورق اول بدرقهٔ آغاز کتاب، یا در داخل دفته یا طبلهٔ دست راست نسخه نوشته شده‌است که بر اساس آن این نسخه در تاریخ ۵ ماه ژوئیه ۱۸۵۳، (۱۴ تیرماه ۱۲۳۲ خورشیدی) برای کتابخانهٔ بریتانیا از حراجی ساتبیز خریده شده و در زمرهٔ دستنویس‌های «اشترن‌شوس» بوده‌است.
در حواشی نسخه یا در میان ستون‌ها برخی از لغات متن به ترکی ترجمه شده‌است (مثلاً ۱۲ر، ۴۴ر، ۱۰۹پ و …) که نشان می‌دهد این نسخه مدتی به شخصی ترک‌زبان تعلق داشته‌است، که ظاهراً فردی کتابخوان و اهل علم بوده چرا که معنای واژگان «خوالیگر» و «خوانسالار» را (مثلاً در حاشیهٔ برگهٔ ۸پ) از فرهنگ معیار جمالی نقل کرده‌است.

## محل نگهداری
به شمارهٔ Add, ۲۱٫۱۰۳ در کتابخانهٔ انگلستان موجود است.

## آسیب‌ها
برخی جملات و یادگاری‌ها بر روی نسخهٔ لندن نوشته شده که آسیب‌هایی به این نسخه وارد آورده‌است. بر روی برگهٔ ۲۹۷پ دو یادگاری نوشته شده‌است. یک نفر با خط خو در پایین صفحه نوشته «دوستان شرح پریشانی من»، که اشاره به ترکیب‌بند شرح پریشانی از وحشی بافقی دارد. همین بیت در آغاز نسخه هم نوشته شده‌است. فرد دیگری نیز با خطی بد نوشته «دارم دلی از جور فلک صد پاره» و در پایین صفحه هم نوشته:
| ای بی تو نه عیش کامرانی |  | می بی تو حرام زندگانی |

بر روز همین صفحهٔ ۲۹۷پ یادداشتی هم به انگلیسی به تاریخ ۱۲ ژانویهٔ ۱۹۳۱ (۲۲ دی ۱۳۰۲) وجود دارد که به گفتهٔ محمد عیسی ویلی سرپرست نسخ خطّی فارسی کتابخانهٔ انگلستان احتمالاً توسط فردی نوشته شده که در آن روز برگه‌های دست‌نویس را برای کتابخانه نمره‌گذاری می‌کرده‌است. مجدداً در وسط همان صفحه مهری فرهنگی وجود دارد و مرکب سرنویس‌های طرف مقابل روی صفحه به پشت ان منتشر شده‌است.

## جنجال بر سر تاریخ نگارش
نونویس بودن ۲۲ برگهٔ شاهنامهٔ نسخهٔ لندن و از آن جمله برگ آخر نسخه سبب شده تا بحث‌های زیادی بر سر تاریخ دقیق نگارش نسخهٔ لندن وجود داشته باشد. یک دیدگاه در این رابطه بر آن است که این صفحات از روی نسخهٔ قدیمی که مربوط به سال ۶۷۵ قمری است رونویسی شده و جایگزین برگه‌های قدیمی شده باشد که در اثر گذشت زمان پوسیده بوده‌اند. دیدگاه دیگر نیز این است که شاهنامهٔ لندن در تاریخ متأخرتری از روی نسخهٔ دیگری که به سال ۶۷۵ قمری متعلق بوده رونویسی شده‌است.
تئودور نلدکه به وجود چند نسخهٔ منحصر به فرد قدیمی از شاهنامه اشاره کرده و نسخهٔ موزهٔ بریتانیا را یکی از آن‌ها دانسته‌است. با این حال او انتساب کتابت این نسخه به سال ۶۷۵ قمری را با اما و اگر همراه می‌کند و در مجموع اعتماد چندانی به شاهنامهٔ لندن نداشته‌است. سید حسن تقی‌زاده نیز به تاریخ کتابت این نسخه شک داشته و اگرچه از آن به عنوان «قدیم‌ترین نسخه» از شاهنامه نام برده، اما می‌نویسد:
«... ظاهراً به تاریخ ۶۷۵ نوشته شده (ولی قطعی نیست زیرا که محتمل است تاریخ نسخه‌ای که از روی آن استنساخ شده به این نسخه نقل شده‌باشد)»

## چاپِ عکسی
در سالِ ۱۳۸۴ چاپِ عکسیِ شاهنامهٔ لندن به کوشش ایرج افشار و محمود امیدسالار در تهران با مشخصات زیر در تیراژ محدودی به چاپ رسید.
- شاهنامه فردوسی: چاپ عکسی از روی نسخهٔ خطی کتابخانه بریتانیا به شمارهٔ Add.۲۱٬۱۰۳ مشهور به شاهنامه لندن، نسخه برگردانان: ایرج افشار و محمود امید سالار، تهران ۱۳۸۴، ۲۹۷ برگ متن اصلی + ۳۲ صفحه پیشگفتار فارسی + ۱۴ صفحه پیشگفتار انگلیسی.[۲]